# Burgille
Burgille ist eine französische Gemeinde mit 568 Einwohnern (Stand: 1. Januar 2022) im Département Doubs in der Region Bourgogne-Franche-Comté.

## Geographie
Burgille liegt auf einer Höhe von 225 m über dem Meeresspiegel, drei Kilometer südlich von Marnay und etwa 19 Kilometer westlich der Stadt Besançon (Luftlinie). Das Dorf erstreckt sich an leicht erhöhter Lage am südlichen Rand der breiten Talebene des Ognon, am Nordfuß der Hügellandschaft zwischen den Tälern von Ognon und Doubs.
Die Fläche des 9,28 km² großen Gemeindegebiets umfasst einen Abschnitt des unteren Ognontals. Die nördliche Grenze verläuft meist entlang dem Ognon, der hier mit mehreren Windungen durch eine ungefähr drei Kilometer breite Talebene nach Westen fließt. Vom Flusslauf erstreckt sich das Gemeindeareal südwärts über die auf durchschnittlich 200 m gelegene Alluvialebene, die überwiegend mit Acker- und Wiesland bestanden ist, und in die Talniederung des Ruisseau du Moulin de Chazoy. Weiter im Süden steigt das Gelände allmählich zu den Kuppen und Plateaus der leicht gewellten Landschaft zwischen Ognon und Doubs an. Dieses Gebiet zeigt ein lockeres Gefüge von Wiesland und Wald. Mit 315 m wird auf der Anhöhe südlich des Dorfes die höchste Erhebung von Burgille erreicht. 
Zu Burgille gehören neben dem eigentlichen Ort auch folgende Weiler:
- Chazoy (235 m) leicht erhöht am südlichen Talhang des Ruisseau du Moulin de Chazoy
- Cordiron (220 m) im Tal des Ruisseau du Moulin de Chazoy

Nachbargemeinden von Burgille sind Marnay und Ruffey-le-Château im Norden, Franey im Osten, Lavernay und Lantenne-Vertière im Süden sowie Courchapon und Chenevrey-et-Morogne im Westen.

## Geschichte
Das Gemeindegebiet von Burgille war schon sehr früh besiedelt. Überreste einer römischen Villa sind erhalten, die vermutlich im 1. und 2. Jahrhundert nach Christus bewohnt war und zu den bedeutendsten der Franche-Comté zählte. Im Mittelalter bildete Burgille den Mittelpunkt einer Herrschaft, die unter der Oberhoheit der Herzöge von Burgund stand. Zusammen mit der Franche-Comté gelangte Burgille mit dem Frieden von Nimwegen 1678 definitiv an Frankreich. Zu einer Gebietsveränderung kam es im Jahr 1972, als die vorher selbständigen Gemeinden Chazoy und Cordiron mit Burgille fusioniert wurden. Heute ist Burgille Mitglied des 13 Gemeinden umfassenden Gemeindeverbandes Val Marnaysien.

## Sehenswürdigkeiten
Die einschiffige Himmelfahrts-Kirche in Burgille wurde im 16. Jahrhundert im gotischen Flamboyantstil errichtet. Das heutige Schloss von Burgille stammt aus der Mitte des 18. Jahrhunderts; daneben sind Reste eines früheren Gebäudes aus dem 16. und 17. Jahrhundert erhalten. In Chazoy befindet sich ein Herrschaftssitz aus dem 16. Jahrhundert, bestehend aus einem viereckigen Donjon und einem Treppenturm. Er wird heute als Hofgut genutzt und besitzt an der Ostfassade zwei große Renaissancefenster. In Cordiron ist die Ruine eines Turms erhalten, welcher zu einem im 14. Jahrhundert erbauten und unter Ludwig XIV. zerstörten Herrschaftssitz gehörte.

## Bevölkerung
| Jahr                       | 1962 | 1968 | 1975 | 1982 | 1990 | 1999 | 2005 | 2016 |
| Einwohner                  | 182  | 186  | 202  | 231  | 250  | 327  | 390  | 550  |
| Quellen: Cassini und INSEE |      |      |      |      |      |      |      |      |

Mit 568 Einwohnern (Stand 1. Januar 2022) gehört Burgille zu den kleinen Gemeinden des Départements Doubs. Nachdem die Einwohnerzahl in der ersten Hälfte des 20. Jahrhunderts deutlich abgenommen hatte (1886 wurden noch 329 Personen gezählt), wurde seit Beginn der 1980er Jahre wieder ein kontinuierliches Bevölkerungswachstum verzeichnet. Seither hat sich die Einwohnerzahl fast verdoppelt.

## Wirtschaft und Infrastruktur
Burgille war bis weit ins 20. Jahrhundert hinein ein vorwiegend durch die Landwirtschaft (Ackerbau, Obstbau und Viehzucht) und die Forstwirtschaft geprägtes Dorf. Daneben gibt es heute einige Betriebe des lokalen Kleingewerbes. Mittlerweile hat sich das Dorf auch zu einer Wohngemeinde gewandelt. Viele Erwerbstätige sind Wegpendler, die in den größeren Ortschaften der Umgebung und in der Agglomeration Besançon ihrer Arbeit nachgehen.
Die Ortschaft ist verkehrstechnisch gut erschlossen. Sie liegt nahe der Hauptstraße D67, die von Besançon nach Gray führt. Der nächste Anschluss an die Autobahn A36 befindet sich in einer Entfernung von ungefähr 15 Kilometern. Weitere Straßenverbindungen bestehen mit Jallerange, Recologne und Lantenne-Vertière.